# Дигидрофосфид натрия
Дигидрофосфид натрия — неорганическое соединение,
фосфоровый аналог амида натрия с формулой NaPH2,
бесцветные кристаллы,
реагирует с водой.

## Получение
- Пропускание газообразного фосфина через раствор натрия в жидком аммиаке:

{\displaystyle {\mathsf {2PH_{3}+2Na\ \xrightarrow {-40^{o}C} \ 2NaPH_{2}+H_{2}\uparrow }}}

## Физические свойства
Дигидрофосфид натрия образует бесцветные кристаллы.
С аммиаком образует аддукты вида NaPH2•2NH3 — жёлтая жидкость.

## Химические свойства
- Разлагается при нагревании:

{\displaystyle {\mathsf {2NaPH_{2}\ {\xrightarrow {60^{o}C}}\ Na_{2}PH+PH_{3}}}}
- Реагирует с водой:

{\displaystyle {\mathsf {NaPH_{2}+H_{2}O\ {\xrightarrow {}}\ NaOH+PH_{3}\uparrow }}}